# Salvador Gomes Vilarinho
Salvador Gomes Vilarinho foi um político português, presidente da Câmara Municipal de Silves.

## Homenagens
Salvador Gomes Vilarinho foi homenageado, em 3 de outubro de 1973, com a Ordem do Mérito, grau de comendador.